# Comté de Midland (Texas)
Pour les articles homonymes, voir Midland et Comté de Midland.
Le comté de Midland, en anglais : Midland County, est un comté situé dans l'ouest de l'État du Texas aux États-Unis. Fondé le 4 mars 1885, son siège de comté est la ville de Midland. Selon le recensement des États-Unis de 2020, sa population est de 169 983 habitants. Le comté a une superficie de 2 336 km2, dont 2 331 km2 en surfaces terrestres. Il est baptisé en référence à son emplacement géographique.

## Organisation du comté
Le comté est fondé le 4 mars 1885, à partir des terres du comté de Tom Green. Le 15 juin 1885, il est définitivement organisé et autonome. 
Le comté est baptisé en raison de sa localisation à mi-chemin, de la ligne ferroviaire Texas and Pacific Railway entre Fort Worth et El Paso.

## Géographie
Le comté de Midland se situe dans les Hautes Plaines, partie des Grandes Plaines, dans l'ouest de l'État du Texas, aux États-Unis,.
Il a une superficie totale de 2 336,2 km2, composée de 2 331,7 km2 de terres et de 4,5 km2 de zones aquatiques.
L'altitude varie de 777 m à 884 m.

## Démographie

Pyramide des âges du comté de Midland (2000).

Lors du recensement de 2010, le comté comptait une population de 136 872 habitants. En 2017, la population est estimée à 165 049 habitants,.